# Суму-эпух
Суму-эпух — первый известный правитель аморейского царства Ямхада (приблизительно 1810—1780 года до н. э.). Его могущественный сосед царь Мари Яхдун-Лим не называет его царём, а просто упоминает Суму-эпуха из страны Ямхад. И это даёт основания полагать, что он был главой племени или союза племён, то есть в любом случае довольно значительной фигурой с которой соседи были вынуждены считаться. Не исключено, впрочем, что к концу правления Суму-эпух принял титул царя.
Под его властью находилась обширная территория между Евфратом и Оронтом, через которую проходили важнейшие торговые пути из Месопотамии к Средиземному морю. На Евфрате важнейшим торговым центром, подчинявшемуся Ямхаду, был Эмар, старинный город, упоминавшийся ещё в архивах Эблы. Господство над этими путями обеспечивало Ямхаду богатство, силу и политическое значение. Когда несколько царей столкнулось с Мари, они просили помощи у Суму-эпуха. Но в дальнейшем Суму-эпух встретил очень сильного противника — Шамши-Адада I, который, укрепившись сначала в Ашшуре, в конце XIX века до н. э. и в начале XVIII века до н. э. создал сильную державу. Для подчинения Северной Сирии и выхода к Средиземному морю ему необходимо было покорить и Мари, и Ямхад. С первой задачей Шамши-Адад справился, и единственный оставшийся в живых сын марийского царя Зимри-Лим бежал в Ямхад. На престол Мари Шамши-Адад посадил своего сына Ясмах-Адада. Суму-эпух попытался и с ним наладить нормальные отношения, но претензии Шамши-Адада были слишком велики. Понимая, по видимому, что Суму-эпух силён, Шамши-Адад сколотил против него коалицию. В эту коалицию вошли, кроме самого Шамши-Адада и его сына, правители ряда государств, расположенных к северу от Ямхада, в том числе Каркемиш, и Катна — к югу от него. Определённую роль в присоединении к этой коалиции сыграл страх перед мощным завоевателем, но не меньшее значение имели также политические и экономические интересы всех этих государств.
Каркемиш господствовал над важнейшим переходом через Евфрат в районе его большой излучины и стремился сохранить монополию на переправу через эту реку, а этой монополии угрожал Ямхад. Через Уршу и другие северные государства шёл северный путь из Месопотамии к Средиземному морю. Другой путь проходил через край пустыни и оазис Тадмора, оттуда к Катне, а из Катны уже к средиземноморскому побережью. Другой путь соединял через Катну Палестину и Южную Сирию с Анатолией. Господствуя на важнейших отрезках этих путей, Катна становилась в то время одним из важнейших государств региона, соперничая с Ямхадом. Союз был, конечно, неравноправным, ибо фактически союзные государства становились вассалами Шамши-Адада. принимая на себя по существу односторонние обязательства. Ярким выражением возникшего союза стала женитьба Ясмах-Адада на дочери царя Катны Ишхи-Адада Белтрум. Видимо, с помощью своего нового родственника Шамши-Адад сумел совершить поход к побережью Средиземного моря, минуя территорию враждебного Ямхада. Но игнорировать его он не мог.
Вскоре войска коалиции, по-видимому, с разных сторон вторглись во владения Суму-эпуха. Шамши-Адад намеривался взять Суму-эпуха в плен и передать его в дар правителю Катны. Он действительно сумел одержать победу, но едва ли взял в плен Суму-эпуха. Война не закончилась одним сражением и продолжалась несколько лет. За это время Суму-эпух умер (возможно, погиб в бою), и его сменил его сын Ярим-Лим.